# Технопедагогіка
Техно-педаго́гіка ( від грец. τεχνη  — майстерність, техніка;  та грец. παιδαγωγική — виховання) — підхід у навчанні, який об'єднує технології та педагогіку як сукупність потенціалів, що слугують трансформації освітніх модальностей та процесів навчання як окремих індивідуумів, так їх колективів. В основі цих проблем та підходів лежить широко нюансована дискусія про тісні та складні зв'язки між використанням та можливостями технологій, з одного боку, і різними ментальними моделями, з іншого, та виявлення потреби в системах, в яких повинна працювати технологія.
В основному, техно-педагогіка — це викладання за допомогою сучасних технологічних інструментів та забезпечення того, щоб технології допомагали у освітньому процесі.
Визначення техно-педагогіки з'явилось відносно недавно (2005 р.). Цей термін походить від назви курсу, розробленого професором Бруно Поелхубером (Bruno Poellhuber), який в даний час викладає в Університеті Монреаля.
Основною парадигмою техно-педагогіки є використання ідеї 4A (anywho,  anyhow, anytime, anything) — навчання будь-кого, у будь-якому місці, у будь-який час і для будь-яких потреб.